# لارس بیلداستن
 لارس بیلداستن (انگلیسی: Lars Bildsten؛ زاده ۱۹۶۴) یک فیزیک‌دان، و ستاره‌شناس است.